# Ólchobar mac Duib-Indrecht
Ólchobar mac Duib-Indrecht (mort en 805) est un potentiel roi de Munster issu des  Eóganacht Áine une branche des  Eóganachta. Son dernier ancêtre paternel à avoir occupé le trône est  Cúán mac Amalgado (mort en 641), cinq générations avant lui. Son arrière  grand-père était le frère d'une autre souverain Eterscél mac Máele Umai (mort en 721). Selon a document généalogique  Uisneach était l'héritier présomptif du trône de Munster jusqu'à ce qu'il soit tué par son frère plein d'envie et de haine et qu'Eterscél assume la royauté du Munster.

## Contexte
Pendant le VIIe siècle et une grande partie du VIIIe siècle la succession dans la fonction royale dans le royaume de Munster  a connu une rotation entre le membres des Eóganachta du « cercle intérieur ». Cette situation est rompue avec l'accession au trône de Máel Dúin mac Áedo (mort en 786) qui appartenait au  Eóganacht Locha Léin une lignée qui régnait en Iarmuman, c'est-à-dire l'ouest du Munster. 
La restauration définitive de la souveraineté de septs « cercle intérieur » est imputable au règne de  Artrí mac Cathail (mort en 821) des Eóganacht Glendamnach comme roi en 793. Ólchobar du être reconnu comme héritier et il est désigné sous le nom d' héritier présomptif lors de sa mort par Annales d'Innisfallen. Une autre possibilité et qu'il ait succédé à  Máel Dúin en 786et qu'il ait abdiqué ou déposé en 793,. Son contemporain Ólchobar mac Flainn (mort en 797), autre supposé roi de  Munster issu ses Uí Fidgenti du Comté de Limerick a été confondu avec  Ólchobar mac Duib-Indrecht.

## Sources
- (en) Francis John Byrne, Irish Kings and High-Kings, Londres, Batsford, 1973 (ISBN 0-7134-5882-8)
- (en) T.W Moody, F.X. Martin, F.J. Byrne, A New History of Ireland IX Maps, Genealogies, Lists. A companion to Irish History part II, Oxford, Oxford University Press, 2011, 690 p. (ISBN 978-0-19-959306-4)
- (en) Thomas M. Charles-Edwards, Early Christian Ireland, Cambridge University Press, Cambridge (2000).  (ISBN 0-521-36395-0).